# Sega Rally Revo
Sega Rally Revo (in Europa conosciuto come Sega Rally) è un videogioco di guida rally sviluppato da SEGA Racing Studio e pubblicato da SEGA per PC, Xbox 360, PlayStation 3 e PSP, pubblicato il 28 settembre 2007 in Europa, il 9 ottobre 2007 in Nord America e il 31 gennaio 2008 in Giappone. È il quarto capitolo della celebre serie Sega Rally e il primo per console HD. Il gioco è stato sviluppato in contemporanea con Sega Rally 3.

## Caratteristiche
Sega Rally Revo, sviluppato dai SEGA Racing Studio (che hanno sede nei pressi di Birmingham, e che dal 2008 fanno parte di Codemasters), si avvale del potente motore grafico GeoDeformation che consente di avere una deformazione in tempo reale dei tracciati: grazie a questa caratteristica ogni giro è diverso dai precedenti e bisognerà quindi saper sfruttare a proprio vantaggio i solchi creati dagli pneumatici delle auto in gara. Le vetture a disposizione sono 34 divise in tre classi: standard (auto 4WD), modificate (auto 2WD) e fuoriclasse (vecchie glorie degli anni '80 e '90). Inoltre in ogni classe sono presenti delle auto bonus, in versione Dakar, hill climbers, buggies, ecc., sbloccabili progredendo nel campionato. Disponibili per ogni auto 3 livree anch'esse sbloccabili e due setup di gara: uno per asfalto e uno per sterrato. Le modalità di gioco in singolo sono tre: attacco al tempo, gara veloce e campionato. Nel multiplayer online si ha invece la possibilità di gareggiare contro altri cinque avversari mentre in locale possono sfidarsi due giocatori in split-screen.

## Tracciati
I tracciati, visto il cuore arcade del titolo, non sono molti, ma coprono un po' tutti i tipi di superficie. Senza nessun riferimento a località reali, si corre nello sterrato africano (Safari), tra ghiaia e tornanti (Alpine), tra sabbia e fango (Canyon), in mezzo al ghiaccio e alla neve (Arctic) e in riva al mare (Tropical). In tutto sono presenti 15 tracciati, più una manciata di sezioni inverse per un totale di 23 piste.

## Vetture
Le auto a disposizione nel gioco si dividono in tre categorie: standard, elaborate e fuoriclasse. Oltre a quelle elencate, ogni categoria presenta varie autovetture bonus.

### Standard
- Subaru Impreza WRX
- Mitsubishi Lancer Evo
- Citroen Xsara Rallycross (2004)
- Skoda Fabia Rally Car
- Ford Focus RS Rally Car
- Peugeot 206 WRC (2000)

### Elaborate
- Skoda Octavia Kit Csr
- Fiat Grande Punto
- Volkswagen Golf GTI
- Citroen C2 Super 1600
- Toyota Celica VVTI
- Peugeot 207 Super 2000 (2007)

### Fuoriclasse
- Lancia Stratos
- Lancia Delta Integrale
- Peugeot 205 T16
- Audi Sport Quattro S1
- Toyota Celica ST205
- Ford Escort RS Cosworth